# José Pérez Martínez
José Pérez Martínez (Pamplona, 1895 - Madrid, 1960) fue un militar español.

## Biografía
Nació en Pamplona en 1895. A temprana edad ingresó en el ejército, formando parte del arma de infantería. Llegó a participar en la guerra de Marruecos, donde fue condecorado. Durante la Segunda República se incorporó al Cuerpo de Seguridad y Asalto, mandando uno de sus grupos de Asalto en Madrid.
Tras el estallido de la Guerra civil, en julio de 1936, se mantuvo fiel a la República. Fue uno de los líderes de la Columna «Pérez-Uribe» junto al diputado José Antonio Uribes, la cual avanzó por el valle del Turia hasta el frente de Teruel. En septiembre sería sustituido por el teniente coronel Manuel Eixea Vilar. Posteriormente sería designado ayudante del general José Miaja, durante la defensa de Madrid. En la pág 202 del libro de J.M. Reverte La Batalla de Madrid, cuando hace referencia al momento en que Miaja abre el sobre con las órdenes que le ha dejado el Gobierno republicano huido a Valencia y toma el mando de la defensa, puede leerse:

Los primeros movimientos de Miaja son rápidos. Forma parte de su equipo: como ayudante tiene al teniente coronel José Pérez Martínez; como jefe de Estado Mayor llama al coronel Vicente Rojo, ayudado a su vez por los comandantes José Fontán y Manuel Matallana Gómez

Al final de la guerra se unió al levantamiento de Casado. Al acabar la guerra pudo salir de España escapando a Argelia, quedando su mujer y cinco hijos en Madrid. Ya durante la Segunda Guerra Mundial, le ofrecieron incorporarse a la Legión Extranjera francesa con el grado de capitán. Esto ocurrió can anterioridad a la entrevista Franco-Hitler en Hendaya, cuando muchos pensaban que España entraría en guerra del lado de Alemania. Así lo creyó también, considerando además que Franco necesitaría militares de carrera y daría una amnistía a los militares republicanos para fortalecer su ejército.
Empujado por esta idea, retornó a España donde fue inmediatamente detenido, juzgado y condenado a tres penas de muerte. Consiguió que el general Muñoz Grandes declarara a su favor, dado que le había ayudado a pasarse al lado franquista durante la guerra. Esto le valió la conmutación de las penas de muerte por una condena de 18 años. Murió en Madrid en 1960, desposeído de profesión y tras haber pasado su familia muchos apuros económicos en los años de posguerra. Está enterrado en Pamplona. Es abuelo por lado materno de Javier Castro-Villacañas.